# العلاقات البليزية الكوستاريكية
العلاقات البليزية الكوستاريكية هي العلاقات الثنائية التي تجمع بين بليز وكوستاريكا.

## مقارنة بين البلدين
هذه مقارنة عامة ومرجعية للدولتين:
| وجه المقارنة                                              | بليز         | كوستاريكا                                 |
| --------------------------------------------------------- | ------------ | ----------------------------------------- |
| المساحة (كم2)                                             | 22.97 ألف    | 51.10 ألف                                 |
| عدد السكان (نسمة)                                         | 374.68 ألف   | 4.91 مليون                                |
| الكثافة السكانية (ن./كم²)                                 | 16.31        | 96.09                                     |
| العاصمة                                                   | بلموبان      | سان خوسيه                                 |
| اللغة الرسمية                                             | لغة إنجليزية | اللغة الإسبانية                           |
| العملة                                                    | دولار بليزي  | كولون كوستاريكي                           |
| الناتج المحلي الإجمالي (بليون دولار)                      | 1.84 مليار   | 57.06 مليار                               |
| الناتج المحلي الإجمالي (تعادل القوة الشرائية) بليون دولار | 3.05 مليار   | 74.98 مليار                               |
| الناتج المحلي الإجمالي الاسمي للفرد دولار أمريكي          | 4.88 ألف     | 11.26 ألف                                 |
| الناتج المحلي الإجمالي للفرد دولار أمريكي                 | 8.42 ألف     | 14.92 ألف                                 |
| مؤشر التنمية البشرية                                      | 0.715        | 0.766                                     |
| رمز المكالمات الدولي                                      | +501         | +506                                      |
| رمز الإنترنت                                              | .bz          | .cr، قائمة نطاقات المستوى الأعلى للإنترنت |
| المنطقة الزمنية                                           | 00           | 00                                        |

## منظمات دولية مشتركة
يشترك البلدان في عضوية مجموعة من المنظمات الدولية، منها:
| علم المنظمة | اسم المنظمة                                                          | تاريخ انضمام بليز | تاريخ انضمام كوستاريكا |
| ----------- | -------------------------------------------------------------------- | ----------------- | ---------------------- |
|             | وكالة حظر الأسلحة النووية في أمريكا اللاتينية ومنطقة البحر الكاريبي ‏ | ?                 | ?                      |
|             | الاتحاد البريدي العالمي                                              | ?                 | ?                      |
|             | يونسكو                                                               | 10 مايو 1982      | 19 مايو 1950           |
|             | البنك الدولي للإنشاء والتعمير                                        | 19 مارس 1982      | 8 يناير 1946           |
|             | منظمة التجارة العالمية                                               | ?                 | ?                      |
|             | وكالة ضمان الاستثمار متعدد الأطراف                                   | 29 يونيو 1992     | 8 فبراير 1994          |
|             | الاتحاد الدولي للاتصالات                                             | 16 ديسمبر 1981    | 13 سبتمبر 1932         |
|             | منظمة الشرطة الجنائية الدولية                                        | ?                 | ?                      |
|             | مؤسسة التمويل الدولية                                                | 19 مارس 1982      | 20 يوليو 1956          |
|             | الأمم المتحدة                                                        | 25 سبتمبر 1981    | 2 نوفمبر 1945          |
|             | مؤسسة التنمية الدولية                                                | 19 مارس 1982      | 30 يونيو 1961          |
|             | الفريق المعني برصد الأرض                                             | ?                 | ?                      |
|             | منظمة حظر الأسلحة الكيميائية                                         | ?                 | ?                      |

## وصلات خارجية
- موقع وزارة الخارجية البليزية
- موقع وزارة الخارجية الكوستاريكية